# Ягановский сельский совет (Липоводолинский район)
Ягановский сельский совет (укр. Яганівська сільська рада) — входит в состав
Липоводолинского района
Сумской области
Украины.
Административный центр сельского совета находится в 
с. Ягановка
.

## Населённые пункты совета
- с. Ягановка
- с. Бугаевка
- с. Грабщина